# Honda Wave
Honda Wave Alpha, còn được gọi là Honda NF hay Honda Innova (ở châu Âu) là dòng xe mô tô nhỏ được sản xuất bởi Honda Motor sau dòng xe Honda Cub. Nó được giới thiệu lần đầu cho thị trường châu Á và châu Âu vào năm 1995. Honda Wave có sườn xe làm bằng thép ống và ốp nhựa, trong khi Honda Cub có sườn xe bằng thép dập.
Có 3 cỡ xe Honda Wave là 100, 110, 125 phân khối. Ngoài 3 kiểu xe dùng bộ chế hoà khí (bình xăng con), còn có kiểu xe Honda Wave 125i dùng công nghệ phun xăng.
Mẫu Wave mà Honda Việt Nam sản xuất được cho là có kiểu dáng không hấp dẫn bằng các đối thủ cùng phân khúc của các hãng khác Yamaha,...

## Lịch sử các đời xe
Bên cạnh hai phiên bản lớn là Wave Alpha và Wave RSX, còn có hai phiên bản nhỏ Wave S 100 và Wave S 110.

### Honda Wave Alpha
Vào năm 2002, Honda cho ra mắt dòng xe Wave Alpha thế hệ đầu tiên với giá chỉ 11,2 triệu đồng. Chiếc xe này còn được gọi với cái tên khác là "Wave lốc đen" do lốc máy của xe có màu đen. Thời đó do chưa có nhiều xe máy cũng như đời xe nên người ta phân biệt các đời dựa vào tem và màu lốc. 
Wave 2002 được trang bị động cơ 97cc đi kèm là hộp số tròn 4 cấp. Nhờ đó mà Wave Alpha lốc đen này được fan đánh giá là vận hành êm như hơi thở và sau hàng chục năm thì nó vẫn giữ được độ khỏe và tiết kiệm xăng.
Wave Alpha 2002 giữ lại gần như toàn bộ thiết kế của dòng xe Wave 100cc đến từ Thái Lan tuy nhiên vẻ ngoài của nó lại trông thể thao và phù hợp với điều kiện đường xá của Việt Nam hơn.

#### Wave Alpha 2003
Ngay sau khi ra mắt thị trường một năm, Honda lại đưa ra một phiên bản mới vào năm 2003. Tuy nhiên, Wave Alpha 2003 chỉ có sự thay đổi nhẹ về tem và màu sơn. Bên cạnh đó gương chiếu hậu cũng được thiết kế lớn hơn và ống xả kiểu dáng thể thao hơn. Còn về động cơ hay phụ tùng vẫn giữ nguyên bản của thế hệ trước.
Mức giá bán của Wave Alpha 2003 được nâng lên 12,9 triệu đồng. 

#### Wave Alpha 2004
Đến năm 2004, Honda tiếp tục giới thiệu ra thị trường phiên bản Wave Alpha + với 3 màu sắc đó là: nâu, xanh lục và xanh đậm. 
Về động cơ, mẫu xe này vẫn giữ nguyên vẹn khối động cơ của đời 2002. Tuy nhiên các bộ phận của xe như: khung xe, bộ phận giảm xóc và lốp xe cũng đã được tăng thêm độ cứng để đáp ứng nhiều mục đích sử dụng của người tiêu dùng. Do đó mà Wave Alpha + 2004 có trọng lượng nặng hơn và dung tích bình xăng lớn hơn.
Cũng trong năm 2004, Wave Alpha lại tung ra thị trường hai màu xe mới cho phiên bản tiêu chuẩn là màu đỏ và vàng. Điều này mang tới cho người tiêu dùng nhiều sự lựa chọn hơn. 
Giá bán lẻ của Honda Wave Alpha + cũng tăng lên 13,3 triệu đồng.

#### Wave Alpha 2006
Năm 2006, xe vẫn giữ nguyên động cơ và có một số cải tiến bên ngoài như sử dụng bóng đèn pha halogen mới. Cốp xe được cải tiến dạng U-box mang tới cho người dùng một không gian chứa đồ rộng rãi hơn. 
Giá bán của chiếc xe này vẫn được giữ ở mức là 12,6 triệu đồng.

#### Wave Alpha 2008
Trong phiên bản 2008 này, Wave Alpha được trang bị động cơ đạt tiêu chuẩn khí thải Euro 2, ống xả có thêm tấm chắn bảo vệ đem lại sự an toàn cho người sử dụng và cộng đồng. Hộc đựng đồ cũng được mở rộng lớn hơn và tiện dụng hơn. 
Honda Wave Alpha cũng lần đầu tiên áp dụng chế độ bảo hành 2 năm hoặc 20.000 km cho cả bộ phận khung xe lẫn động cơ. Cùng với đó là 6 lần kiểm tra định kỳ miễn phí.

#### Wave Alpha 2010 – 2012
Đến phiên bản 2010, Wave Alpha thay đổi rõ nét tem xe và màu sắc của xe. Phiên bản này có 4 màu đó là: đen, đỏ, bạc, vàng. 
Còn về phần động cơ, xe vẫn giữ nguyên khối động của phiên bản cũ.
Giá bán của phiên bản xe năm 2010 này là 13,7 triệu đồng.
Năm 2011, Wave Alpha ra mắt thêm vào bộ sưu tập màu xe với màu xanh da trời mát mẻ.
Phiên bản Honda Wave Alpha 2012 lại tiếp tục thay đổi về tem xe và cách phối màu xe, giúp cho chiếc xe trở nên trẻ trung và hài hòa hơn. Tại đây người dùng sẽ có thêm hai lựa chọn đó là trắng và vàng bên cạnh các màu đỏ, đen xanh cũ.

#### Wave Alpha 2013 – 2016
Vào tháng 6/2013, Honda trình làng phiên bản Wave Alpha 2013 hoàn toàn mới. Vẫn giữ nguyên động cơ 4 kỳ và xilanh đơn như thế hệ trước nhưng lần đầu tiên hãng đã đưa ra công nghệ kiểm soát hơi xăng EVAPO. Điều này giúp xe giảm tối đa sự phát tán hơi xăng ra không khí, tiết kiệm nhiên liệu. Và đây cũng là chiếc xe số đầu tiên được áp dụng công nghệ này.
Bên cạnh đó xe cũng sử dụng hệ thống tem xe mới và sử dụng đèn halogen phản xạ đa chiều mang tới khả năng chiếu sáng tốt hơn. 
Vào giai đoạn này, người tiêu dùng lại không mấy mặn mà với mẫu xe nữa. Do thiết kế không đổi, động cơ 100cc khá yếu so với nhiều mẫu xe khác nên doanh số bán ra của Wave Alpha ngày càng giảm.

#### Wave Alpha 2017
Vào năm 2017, Honda ra mắt phiên bản Wave Alpha 2017 với sự thay đổi lớn.
Xe đã được nâng cấp lên khối động cơ là 109.1cc, 4 kỳ và 1 xi lanh. Xe sử dụng hệ thống làm mát bằng không khí, công suất tối đa đạt 8,2 mã lực và mô-men xoắn cực đại đạt 8,44Nm. Bên cạnh đó động cơ cũng đã được cải thiện để đáp ứng tiêu chuẩn khí thải EURO 3.
Về thiết kế, xe cũng thu gọn kiểu dáng giúp người dùng cảm nhận được sự thanh thoát, đồng thời kiểm soát tốt hơn sự rung lắc cửa tay lái. 
Giá bán của Wave Alpha 2017 là 17,8 triệu đồng.

### Wave RSX

#### Wave RSX 2008
Vào đầu tháng 4/2008, Honda Việt Nam tung ra thị trường mẫu xe Wave RSX nhắm đến đối tượng khách hàng từ 18-25 tuổi. So với các mẫu xe số trước đó thì RSX sở hữu thiết kế thể thao, mạnh mẽ và cá tính hơn. 
Phiên bản đời đầu này được trang bị động cơ 97cc, công suất 6,8 mã lực.

#### Wave RSX 2010
Sau 2 năm ra mắt thị trường và nhận thấy khối động cơ 97cc vẫn chưa đủ để làm cho người tiêu dùng hài lòng thì Honda đã quyết định bổ sung thêm cho mẫu xe này phiên bản xe sử dụng động cơ 110cc. Điều này giúp chiếc xe trở nên mạnh mẽ và bốc hơn, chuẩn hơn so với diện mạo bên ngoài của nó.
Thiết kế của xe tại thời điểm này cũng chưa có nhiều sự thay đổi rõ rệt. Cụ thể cụm đèn báo rẽ của xe đã được đặt lên phần tay lái, tem xe cũng được thay thế với những họa tiết mạnh mẽ, thể thao hơn. 

#### Wave RSX AT
Cũng cùng năm 2010, Honda trình làng mẫu xe tay ga kiểu dáng giống như xe số RSX và cũng mang tên Wave RSX AT.
Nhìn sơ qua về bên ngoài, RSX AT khá giống với 110 RSX và điểm khác biệt duy nhất đó là vị trí để chân của người lái bên trái không còn cần số.
Tuy nhiên, một thời gian sau do doanh số bán ra không được bao nhiêu nên mẫu xe này dần bị loại bỏ.
Hai năm sau đó, Honda lại tiếp tục cải tiến và thay đổi mẫu xe RSX của mình. Ở phiên bản này cụm đèn pha đã được mở rộng và tách đôi, cụm đèn xi nhan cũng được dời xuống phía dưới giống như thế hệ RSX đầu tiên. Phần đuôi xe cũng được thiết kế lại với cụm đèn hậu dẹt và bè sang hai bên. Dàn áo của xe được thay đổi với việc có thêm các khe hút và thoát gió ở 2 bên.

#### Wave RSX 2014
Wave RSX 2014 đã được nâng cấp có thêm phiên bản sử dụng hệ thống phun xăng điện tử Fi. Phiên bản Wave 110 RSX Fi giúp người dùng tiết kiệm xăng tốt hơn và hiệu quả hơn so với bản sử dụng bộ chế hòa khí 15%.
Phiên bản này cũng đã có những sự thay đổi nhẹ về thiết kế hợp thời trang và hiện đại hơn. Bên cạnh đó đèn báo rẽ và ống xả cũng được thiết kế gọn gàng hơn. 

#### Wave Thái 100
Chiếc xe Wave Thái đầu tiên được nhập khẩu vào Việt Nam năm 1997. Vào thời điểm này nó dành được sự quan tâm rất lớn từ phía người tiêu dùng và trở thành chiếc xe mơ ước của rất nhiều người.
Với thiết kế đơn giản và động cơ lớn, phần vỏ xe được lắp hoàn toàn bằng nhựa nên chiếc xe có trọng lượng không quá lớn.

## Đặc điểm kỹ thuật
- Loại động cơ: 4 thì 124 phân khối SOHC 2 van làm mát bằng không khí
- Thể tích giãn: 124,9 phân khối
- Cỡ pít-tông: đường kính 52,4mm khoảng chạy 57.9mm
- Công suất cực đại: 10,1 mã lực ở tốc độ động cơ 9500 vòng/phút
- Tốc độ tối đa: 136Km/giờ(thực tế chỉ khoảng 100 km/h)
- Cơ cấu truyền động: 4 số
- Ly hợp: nhiều đĩa ma sát ngâm trong dầu
- Khởi động: bằng cần khởi động và bằng điện
- Khung (sườn) xe: sườn đầm
- Cơ cấu gắn bánh trước: phuộc nhún
- Cơ cấu gắn bánh sau: gấp
- Thắng trước: đĩa
- Thắng sau: đùm